# Bret Saberhagen
Bret William Saberhagen (né le 11 avril 1964 à Chicago Heights, Illinois, États-Unis) est un lanceur droitier étoile américain au baseball. Il a joué 16 saisons dans les Ligues majeures, de 1984 à 2001, remportant deux fois le trophée Cy Young du meilleur lanceur et recevant trois sélections pour le match des étoiles.
Lors de la conquête du titre par les Royals de Kansas City en 1985, Bret Saberhagen a été nommé joueur par excellence de la Série mondiale.

## Carrière

### Royals de Kansas City
Bret Saberhagen est repêché en 19e ronde par les Royals de Kansas City en 1982. Il joue sa première partie dans les Ligues majeures le 4 avril 1984. Utilisé comme lanceur partant et lanceur de relève, il remporte 10 matchs au monticule à sa saison recrue. Il effectue un départ en Série de championnat, lançant 8 bonnes manches contre les Tigers de Détroit et n'est pas crédité de la décision dans le revers des Royals, champions de leur division.
Utilisé exclusivement comme partant en 1985, il amorce 32 rencontres pour les Royals et gagne 20 parties, n'encaissant que 6 défaites et présentant une moyenne de points mérités de 2,87, la 3e meilleure de la Ligue américaine. Il lance 10 matchs complets en saison régulière, dont un blanchissage. Il affiche de plus le plus faible total de buts-sur-balles par 9 manches lancées (1,5) parmi les lanceurs de l'Américaine. Il remporte le trophée Cy Young comme meilleur lanceur de cette ligue.
En séries éliminatoires, il amorce deux parties contre les Blue Jays de Toronto en Série de championnat, sans être impliqué dans la décision. En Série mondiale 1985 contre les Cardinals de Saint-Louis, il effectue deux départs, méritant chaque fois la victoire. Il complète les deux parties et blanchit les Cardinals lors de la 7e et ultime partie départageant les deux équipes. Sa moyenne de points mérités ne sera que de 0,50 en 18 manches lancées et il remporte à 21 ans le titre de Joueur par excellence de la Série mondiale, gagnée par Kansas City.
Après une saison perdante de 7-12 en 1986, il revient en force en 1987 avec 18 victoires contre 10 défaites, lançant un record personnel de 15 matchs complets et participant à sa première partie d'étoiles. Dans la première partie de sa carrière, Saberhagen développe une étrange habitude de présenter de très bonnes statistiques lors des années impair (1985, 1987, 1989, 1991) et de connaître des saisons beaucoup plus difficiles lors des années pair (1986, 1988, 1990). En 1987, il remporte d'ailleurs le titre, décerné à l'époque par le Sporting News, du joueur de la Ligue américaine ayant effectué le meilleur retour de l'année.
En 1989, Saberhagen domine tous les lanceurs du baseball majeur avec 23 victoires, 12 matchs complets et une moyenne de points mérités de 2,16. Ses 262 manches et un tiers lancées en font le lanceur le plus utilisé des deux ligues cette année-là, et il affiche le plus haut pourcentage de victoires (,793) chez un lanceur, n'ayant encaissé que 6 défaites. Il remporte son deuxième trophée Cy Young comme meilleur lanceur de la Ligue américaine, reçoit quelques votes au scrutin du joueur de l'année et gagne même le Gant doré comme meilleur joueur défensif de sa ligue à la position de lanceur.
Après une année 1990 sans éclat (fiche de 5-9), marquée uniquement par une seconde invitation au match des étoiles où il est le lanceur gagnant, le droitier présente un dossier de 13-8 en 1991 avec une moyenne de 3,07.

### Mets de New York
Le 11 décembre 1991, les Royals échangent leur lanceur étoile aux Mets de New York de la Ligue nationale. Bill Pecota passe également aux Mets, qui cèdent à Kansas City Gregg Jefferies, Kevin McReynolds et Keith Miller.
Ennuyé par diverses blessures, Saberhagen joue moins que de coutume à ses deux premières campagnes chez les Mets, amorçant 15 et 19 parties en 1992 et 1993. Durant ce dernier été, il est impliqué dans un incident avec des journalistes. En août, il avoue avoir aspergé accidentellement d'eau de Javel des représentants des médias quelques jours plus tôt, le 27 juillet dans un vestiaire du Shea Stadium, alors qu'il tentait de faire une blague à un coéquipier. Saberhagen présente des excuses et donne 15 384,62 $ (soit un jour de paie) à une œuvre de charité désignée par le chapitre new-yorkais de l'Association des chroniqueurs de baseball d'Amérique. Cet incident survenait seulement deux jours après que Vince Coleman, aussi des Mets, ait allumé un explosif dans un stationnement lors d'une visite du club à Los Angeles.
Cependant, en 1994, il présente un brillant dossier de 14-4 avec une moyenne de points mérités de seulement 2,74 après 24 sorties lorsque la saison régulière se termine en raison d'une grève des joueurs. À la mi-saison, Saberhagen est invité à sa 3e et dernière partie d'étoiles. Il présente au cours de l'année le plus faible total de buts-sur-balles par 9 manches lancées (0,7) dans toutes les majeures. Il établit un record des majeures pour le ratio retraits au bâton/buts-sur-balles, soit 11 retraits sur des prises par but-sur-balles alloué. Ceci dépasse largement le précédent record de 7,11 établi par Ferguson Jenkins en 1971. La marque de Saberhagen tient jusqu'en 2014, lorsque Phil Hughes retire 11,63 frappeurs adverses par but-sur-balles alloué. De plus, Saberhagen est le premier lanceur depuis 1919 à totaliser plus de victoires (14) que de buts-sur-balles alloués (13) dans une saison d'au moins 150 manches lancées. À l'automne, il termine 3e au scrutin visant à déterminer le gagnant du trophée Cy Young dans la Ligue nationale, derrière Greg Maddux des Braves et Ken Hill des Expos.

### Rockies du Colorado
Saberhagen joue la première moitié de la saison 1995 avec les Mets, qui le cèdent aux Rockies du Colorado en retour du lanceur de relève Juan Acevedo à la date limite des transactions. Deux joueurs des ligues mineures sont aussi échangés dans ce transfert. Le passage du lanceur étoile à Denver est sans histoire et il perd sa seule décision en Série de division entre les Rockies et Atlanta.

### Red Sox de Boston
Après la saison 1995, Bret Saberhagen est contraint à l'inactivité pendant 15 mois après une opération à l'épaule. Il effectue un retour dans les majeures - et dans la Ligue américaine - en 1996 après avoir signé un contrat comme agent libre avec les Red Sox de Boston. Il ne lance que 6 parties en 1997 avant de remporter 15 gains en 31 départs en 1998. Le Sporting News lui décerne pour la seconde fois le titre de joueur ayant effectué le meilleur retour (Comeback Player of the Year) dans la Ligue américaine.
En 1999, il affiche une excellente moyenne de 2,95 et gagne 10 parties.
Une autre opération à l'épaule droite l'empêche de jouer au niveau majeur en 2000. Il lance dans les ligues mineures pour reprendre la forme, mais n'effectue que 3 sorties comme partant en 2001 avant d'être contraint d'opter pour la retraite.

## Palmarès
En 16 saisons, Bret Saberhagen a joué 399 matchs dans les majeures, dont 371 comme lanceur partant. Il a gagné 167 parties et écopé de 117 défaites. Sa moyenne de points mérités est de 3,34 avec 1715 retraits sur des prises en 2562 manches et deux tiers lancées. Il a réussi 76 matchs complets dont 16 blanchissages. Ses rares sorties en relève lui ont permis d'enregistrer un sauvetage.
En dix parties éliminatoires avec les Royals (1984, 1985), les Rockies (1995) et les Red Sox (1999), il montre une fiche de 2-4 et une moyenne de points mérités de 4,67 avec 38 retraits au bâton en 54 manches lancées.
Il a gagné deux trophées Cy Young (1985, 1989) dans la Ligue américaine, été sélectionné 3 fois pour le match des étoiles (1987, 1990, 1994), remporté un Gant doré en défensive (1989) et été élu joueur par excellence de la Série mondiale en 1985.

## Après-carrière
Depuis 2004, Saberhagen dirige la fondation philanthropique Make a Difference pour venir en aide aux jeunes en difficulté. En 2013, il vend aux enchères plusieurs souvenirs tels sa bague de champion de la Série mondiale 1985 et son trophée Cy Young et celui du joueur le plus utile de la finale, dans le but de verser tous les profits à sa fondation.
Le 10 août 2005, Bret Saberhagen a été élu au Temple de la renommée des Royals de Kansas City.
En 2006 et 2007, il a été entraîneur de l'équipe de baseball du high school de Calabasas, en Californie.
En 2007, il ne reçoit que 7 votes à sa seule année d'éligibilité pour le Temple de la renommée du baseball. Il avait préalablement indiqué que, si jamais élu, il refuserait la nomination tant que l'ancien joueur étoile Pete Rose serait exclu du Panthéon du baseball.